# ایسترا
شهر ایسترا (به روسی: Истра) در کشور روسیه و در اوبلاست مسکو واقع شده‌است.

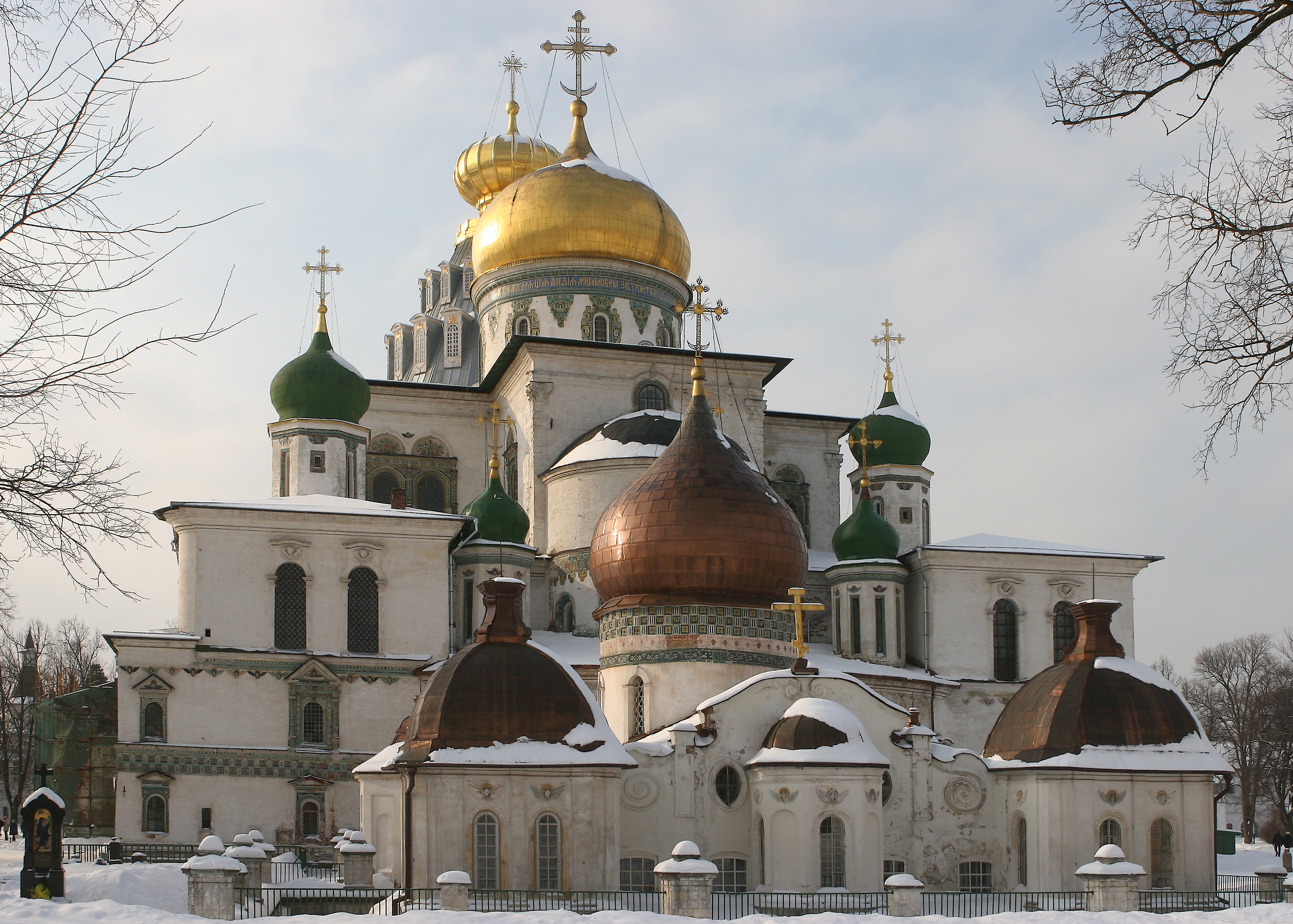